# Rognan
Rognan és un poble de Noruega, centre administratiu del municipi de Saltdal, al comtat de Nordland. El poble és a la part més interna del Saltdalsfjorden. És a 15 quilòmetres al nord del llogaret de Røkland. El poble compta amb un ferrocarril (Línia de Nordland), hi passa la ruta europea E06 i també té un aeroprot. L'Església de Saltdal es troba en aquest poble. Amb 2,6 quilòmetres quadrats el poble té una població de 2.603 habitants (2013). La densitat de població del poble era de 1.001 habitants per quilòmetre quadrat. Rognan va guanyar l'atenció nacional a través d'una sèrie de televisió anomenada "Alt Per Rognan" l'any 2006.